# Zjednoczenie Zawodowe „Praca Polska”
Zjednoczenie Zawodowe „Praca Polska” (ZZPP) – polska centrala związkowa pozostająca pod wpływem Narodowej Demokracji.

## Działalność

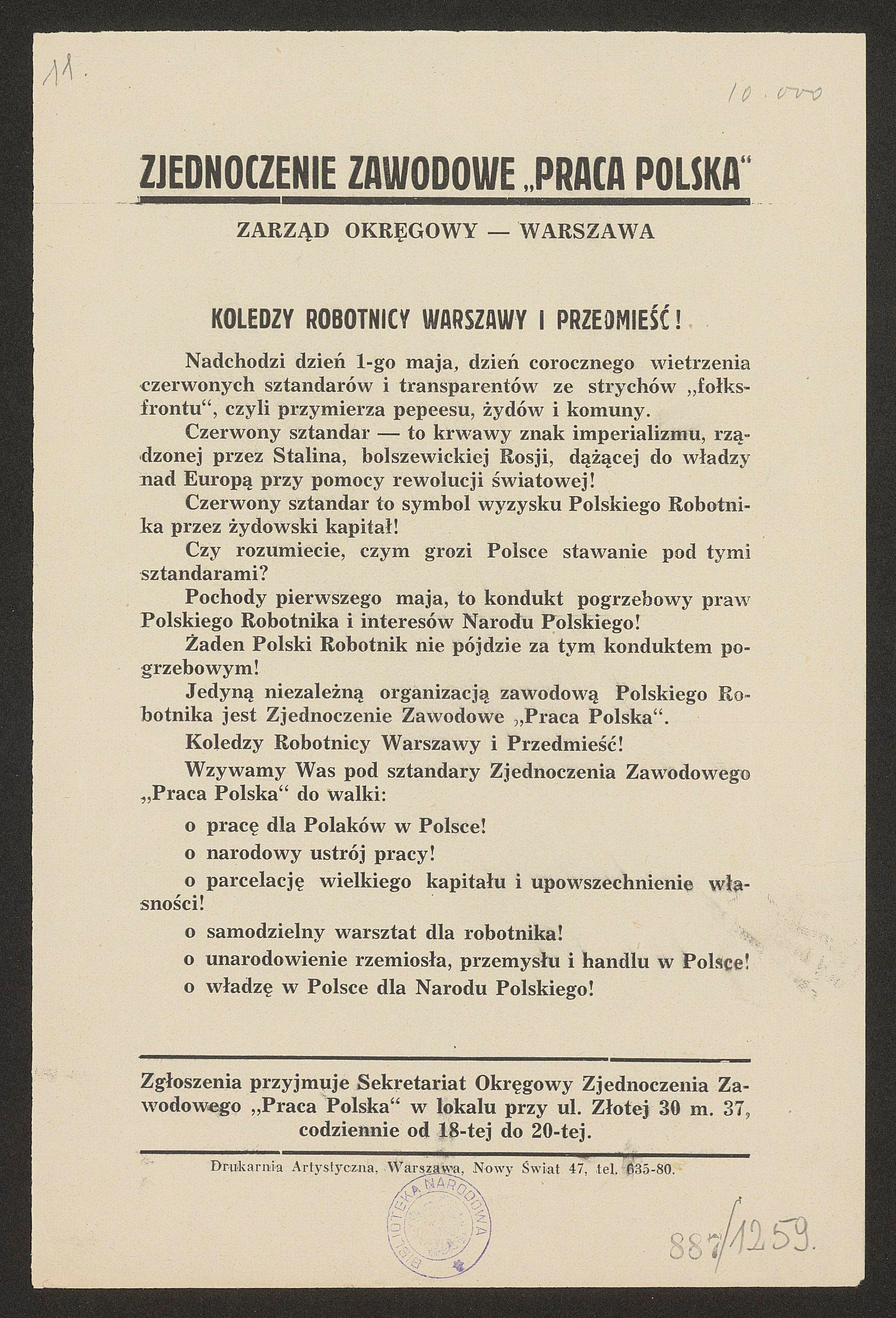
Ulotka „Pracy Polskiej” wydana z okazji 1 maja (1938)

Początki organizacji sięgają 1925, gdy grupa górników z Zagłębia Dąbrowskiego utworzyła pod kierunkiem inż. Konstantego Dzierżanowskiego pierwszy związek zawodowy „Praca Polska”. 5 marca 1929 ukonstytuowało się Zjednoczenie Zawodowe „Praca Polska”, skupiające związki branżowe m.in. ZZ Górników, ZZ Pracowników Przemysłu Włókienniczego, ZZ Przemysłu Szklarskiego, ZZ Cukierników. W latach 1929–1930 w następstwie rozłamów doszło do kryzysu organizacyjnego w ZZPP. Organizacja liczyła wtedy około 15 tysięcy członków.
Od 1933 rozpoczyna się dynamiczny rozwój ZZPP, który tworzył nowe oddziały i wchłaniał pokrewne organizacje (np. Związek Robotniczych Organizacji Zawodowych im. ks. S. Stojałowskiego z Bielska, Polski Związek Obrony Praw Socjalnych z Łowicza). Powstały m.in. ZZ Pracowników Budowlanych, ZZ Dozorców Domowych, ZZ Pracowników Rolnych, ZZ Pracowników Przemysłu Drzewnego. W 1938 liczebność ZZPP była oceniana na 70-150 tysięcy członków.
Działalność ZZPP szła w trzech kierunkach: obrony praw pracowniczych (preferowano arbitraż Sądów Pracy, strajki traktowano jako ostateczność), udzielania członkom pomocy materialnej (pośrednictwo pracy, zasiłki) i organizowania czasu wolnego (kursy oświatowe, sekcje sportowe).

## Ideologia
Pod względem politycznym Zjednoczenie pozostawało pod wpływem Stronnictwa Narodowego, choć w niektórych organizacjach terenowych (Warszawa, Wilno) aktywni byli też członkowie Obozu Narodowo-Radykalnego. Ideologią ZZPP był solidaryzm narodowy. Zasady ideowe organizacji głosiły, że wszyscy Polacy mają pracować nad powiększeniem wytwórczości polskiej, a zysk osiągnięty ze wspólnego wysiłku pracy, winien być sprawiedliwie podzielony. Realizację tego postulatu zapewnić miał ustrój korporacyjny.

## Symbolika
Emblemat ZZPP przedstawiał Orła Białego na czerwonym tle i czarną sylwetkę robotnika wykuwającego Mieczyk Chrobrego z hasłem „W czerwonej pożodze robotnik kuje miecz Chrobrego”. Poza tym posługiwano się symboliką obozu narodowego: na spotkaniach śpiewano Hymn Młodych, a także Rotę. Za święto polskiego robotnika uważano 3 maja.

## Prasa
Organem centralnym ZZPP był „Głos Pracy Polskiej”, założony w listopadzie 1925 i redagowany kolejno przez Jerzego Raabego, Romana Bojankiewicza (członka II stopnia faszystowskiego Zakonu Rycerzy Prawa) i Włodzimierza Marszewskiego. Pismo zostało zawieszone w marcu 1930, a następnie wznowione w lutym 1938 pod redakcją Jana Matłachowskiego. Nakład wynosił 2-5 tysięcy egzemplarzy. Wydawano także gazety lokalne: w Sosnowcu pismo „Praca Polska”, w Bielsku „Głos Robotniczy”, w Poznaniu i Katowicach miesięcznik „Praca Polska”, a w Krośnie „Łącznik Robotników Polaków”.

## Władze i członkowie
Kierownictwo „Pracy Polskiej” stanowili: Aleksander Demidowicz-Demidecki – prezes, Ludwik Chaberski – wiceprezes, Józef Bąkowski – sekretarz generalny. Do czołowych działaczy zaliczali się też Edward Zajączek (Bielsko), Jan Żerański (Warszawa), Jan Lis (Sosnowiec), Stanisław Lipkowski (Łódź), Franciszek Roguszczak (Katowice), Stefan Piotrowski (Poznań), Zygmunt Kuczyński (Wilno), Dominik Maciejko (Lwów).